# Xanthoparmelia remanella
Xanthoparmelia remanella är en lavart som beskrevs av Elix. Xanthoparmelia remanella ingår i släktet Xanthoparmelia och familjen Parmeliaceae.   Inga underarter finns listade i Catalogue of Life.